# Ei Compendex
Ei Compendex és una base de dades bibliogràfica d'enginyeria publicada per Elsevier. Indexa literatura científica relacionada amb materials d'enginyeria.
A partir de 1884, va ser compilat a mà sota el títol original Engineering Index. El nom "Compendex" prové de l'acrònim de l'anglès COMPuterized ENgineering inDEXposicions. Arran de la informatització el 1967, es va enviar el primer butlletí electrònic d'Engineering Index a 500 subscriptors.
Elsevier va adquirir l'empresa matriu Engineering Information el 1998.

## Cobertura
Actualment, Ei Compendex conté més de 18 milions de registres a partir del 28 de juliol de 2015 i fa referència a més de 5.000 fonts internacionals, incloses revistes, conferències i publicacions comercials. Aproximadament 1.000.000 de nous registres s'afegeixen anualment a la base de dades de més de 190 disciplines dins del camp de l'enginyeria. La cobertura és de 1970 fins a l'actualitat, i s'actualitza setmanalment.
La cobertura dels temes d'enginyeria inclouen tecnologia nuclear, bioenginyeria, transport, enginyeria química i de processos, tecnologia lumínica i òptica, enginyeria agrícola i tecnologia alimentària, informàtica i processament de dades, física aplicada, electrònica i comunicacions, control, civil, mecànica, materials, petroli, aeroespacial i enginyeria d'automoció, així com subtemes múltiples en tots aquests i altres camps d'enginyeria més importants.